# Eberhard Esche

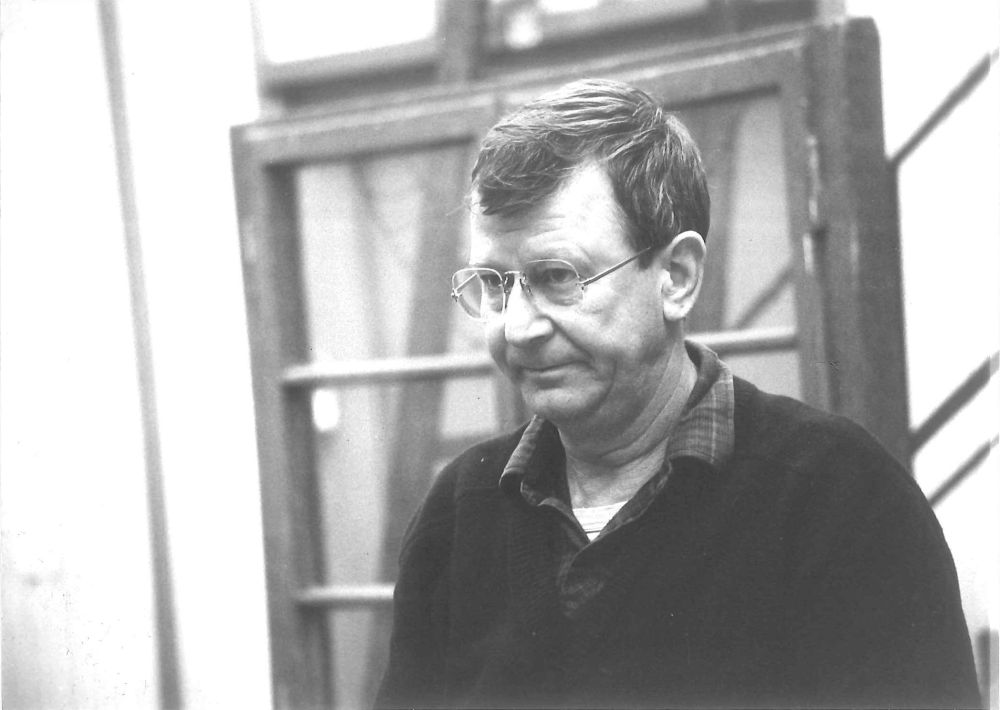
Eberhard Esche im Hörspielstudio, Aufnahme des Berliner Fotografen Werner Bethsold aus den 1990er Jahren.

Eberhard Esche (* 25. Oktober 1933 in Leipzig; † 15. Mai 2006 in Berlin) war ein deutscher Schauspieler, Regisseur, Rezitator, Hörspiel- und Synchronsprecher. Bekannt wurde er vor allem mit klassischen Rollen am Deutschen Theater Berlin und durch Filme wie Der geteilte Himmel, Spur der Steine, Wie heiratet man einen König?, Leben mit Uwe und Der Spiegel des großen Magus.

## Leben

### Ausbildung und Theater
Eberhard Esche wuchs in Leipzig auf. Er studierte von 1952 bis 1955 an der Theaterhochschule Leipzig. Nach Engagements in Meiningen, Erfurt und Karl-Marx-Stadt sowie am Berliner Ensemble kam er 1961 zum Deutschen Theater Berlin, wo er seitdem – mit einer Unterbrechung von 1969 bis 1971 – im Engagement war, bis 1999 fest angestellt, danach als Gast. Dort interpretierte Esche ein breites Repertoire, das Stücke von William Shakespeare, die deutschen Autoren der Klassik und Romantik, das Theater der Jahrhundertwende, aber auch Stücke der Moderne und des zeitgenössischen Theaters umfasste. Besonders populär wurde seine Darstellung des Lancelot, an der Seite von Rolf Ludwig (Alter Mann/Drache), unter der Regie von Benno Besson in der Märchenkomödie Der Drache von Jewgeni Schwarz. Esche war Träger des Eduard-von-Winterstein-Rings des Deutschen Theaters.

### Film und Fernsehen
Ab Anfang der 1960er Jahre arbeitete Esche auch für Film und Fernsehen. In Konrad Wolfs Der geteilte Himmel verkörperte er 1964 neben Renate Blume als Chemiker Manfred Herrfurth eine der beiden Hauptrollen. 1965 wurde Esche zusammen mit Konrad Wolf für Der geteilte Himmel mit der Erich-Weinert-Medaille ausgezeichnet. Unter Frank Beyer spielte er im verbotenen Film Spur der Steine (1966) den verheirateten Parteisekretär Horrath, der sich in eine junge Ingenieurin verliebt. 1966 erfolgte eine weitere Zusammenarbeit mit Konrad Wolf für dessen Antoine-de-Saint-Exupéry-Verfilmung Der kleine Prinz, wo er neben Christel Bodenstein als Pilot in einer der Hauptrollen spielte.

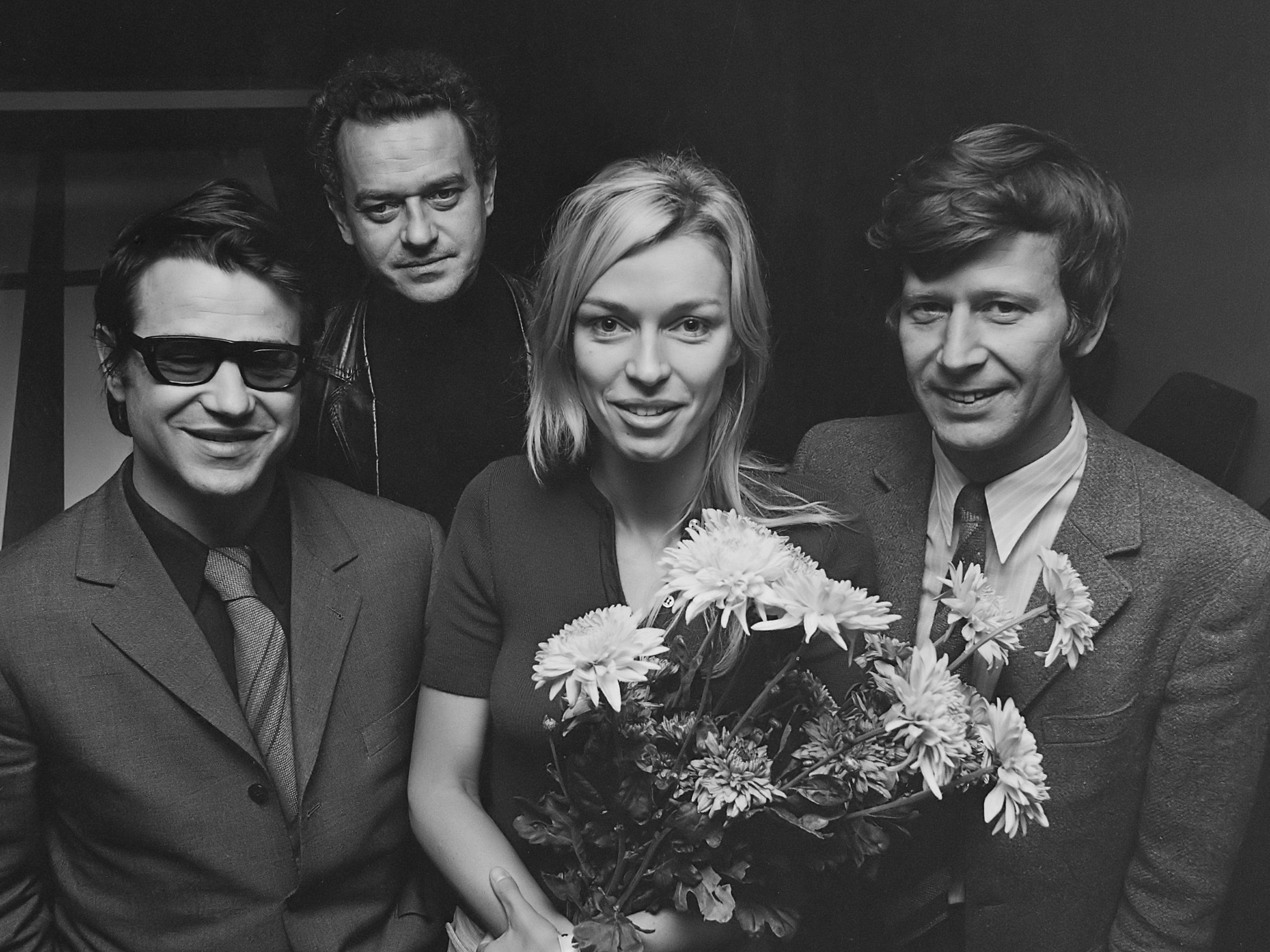
Hilmar Thate, Wolfgang Bayer, Cox Habbema und (r.) Eberhard Esche (1971)

1968 erhielt er die Hauptrolle des Königs in Rainer Simons DEFA-Märchenfilm Wie heiratet man einen König? an der Seite seiner späteren Ehefrau Cox Habbema und bekam im gleichen Jahr Kunstpreis der DDR. 1971 bekam er den Kunstpreis des FDGB für KLK an PTX – Die Rote Kapelle im Kollektiv. Lothar Warneke besetzte Esche und Habbema 1974 in dem Filmdrama Leben mit Uwe als junges Ehepaar, dessen Ehe unter den großen beruflichen und privaten Belastungen zu scheitern droht, in den Hauptrollen. Unter der Regie von Dieter Scharfenberg spielte er erneut mit Habbema einige Jahre später, im Jahr 1981, mit Der Spiegel des großen Magus in einem weiteren DEFA-Märchen, wo Esche die Titelrolle des mächtigen und reichen Königs Magus übernahm. 1984 besetzte er Habbema als Regisseur in der fürs Fernsehen inszenierte Theateraufzeichnung Ei! Kennt ihr noch das alte Lied?.
In Horst Seemanns Filmdrama Levins Mühle war 1980 als Krolikowski in einer der tragenden Rollen zu sehen. 1982 spielte er den eigenwilligen Wissenschaftler Dr. Bradtke in Märkische Forschungen. In dem sechsteiligen Fernsehfilm Sachsens Glanz und Preußens Gloria verkörperte er 1985 die Rolle des kursächsischen und polnischen Verwaltungsbeamten Johann Christian von Hennicke. 1987 gehörte er neben Ursula Werner als Herr Taube zur Stammbesetzung in der sechsteiligen Fernsehserie Einzug ins Paradies, die auf dem gleichnamigen Roman von Hans Weber basiert. 
Im wiedervereinigten Deutschland konnte Esche nahtlos an seine Laufbahn in der DDR anknüpfen. Er wirkte in signifikanten Nebenrollen in einer Vielzahl an Film- und Fernsehproduktionen, so als Großkreuz in Herwig Kippings Novalis – Die blaue Blume oder als Dr. Mansfeld in Tom Toelles deutsch-österreichischer Literaturverfilmung Der Trinker (1995). Von 1997 bis 1999 spielte er an der Seite von Karin Gregorek in der MDR-Comedyserie Mama ist unmöglich den Nachbarn Alfred Wawczinek. Seine letzte Rolle vor der Kamera hatte er 2002 als Charles in Rolf von Sydows Charlotte-Link-Verfilmung Das Haus der Schwestern.

### Rezitationen und Sprechtätigkeiten
Das charakteristische Timbre seiner Stimme machte Esche zu einem gefragten Sprecher und Rezitator, so trat er unter anderem mit Vortragsabenden auf (u. a. mit Heinrich Heines Deutschland. Ein Wintermärchen und Goethes Reineke Fuchs).
Im besten Sinne volkstümlich war in der DDR seine Interpretation des Gedichts Der Hase im Rausch von Sergei Michalkow, mit dem er 1964 in der Kongresshalle am Alexanderplatz bei der Kulturveranstaltung Lyrik – Jazz – Prosa mit den Jazz Optimisten Berlin auftrat. Das Gedicht nimmt die Anpassung des Menschen in der Öffentlichkeit und seine gleichzeitige Aufmüpfigkeit im Privaten aufs Korn.
Eberhard Esche betätigte sich auch als Hörspielsprecher. Ab 1963 arbeitete er durchgehend für den staatlichen Rundfunk der DDR, wo er bis 1989 zahlreiche Hörspiele einsprach. Später im wiedervereinigten Deutschland war Esche in mehreren Produktionen für den Westdeutschen Rundfunk, RIAS, DS Kultur, Mitteldeutschen Rundfunk, Ostdeutschen Rundfunk Brandenburg und Deutschlandradio Kultur zu hören.

### Privates und Tod

Grabstätte auf dem Französischen Friedhof

Eberhard Esche war in erster Ehe mit der Schauspielerin Heidewig König verheiratet. Aus der Ehe entstammt eine Tochter, die Schauspielerin Esther Esche (* 1965), die ab dem dritten Lebensjahr bei ihrem „zweiten Vater“, dem Filmdokumentaristen Gerhard Scheumann, aufwuchs. 1969 heiratete Esche die Schauspielerin und Regisseurin Cox Habbema (1944–2016); die Ehe wurde 1990 geschieden. In den 1990er Jahren hatte er eine Liaison mit der Autorin und Regisseurin Annette Reber (1964–2008), mit der einen gemeinsamen Sohn (* 1998) hatte. 2007 gab Reber mit ihrem Buch Ein Stolz, der groß ist: letzte Worte Erinnerungen und Texte von Lebensgefährten Esche im Eulenspiegel Verlag heraus. Esche war eng mit Peter Hacks (1928–2003) befreundet. Der Dichter widmete ihm das Gedicht Esches Mauer.
Esche starb am 15. Mai 2006 im Alter von 72 Jahren an einem Krebsleiden und wurde auf dem Französischen Friedhof in Berlin beigesetzt.

## Theatrografie (Auswahl)
- 1958: Johann Wolfgang von Goethe: Götz von Berlichingen (Sievers) – Regie: Eugen Schaub (Städtische Bühnen Erfurt)
- 1958: Friedrich Wolf: Matrosen von Cattaro (Jerko Sisgoric) – Regie: Georg Leopold (Städtische Bühnen Erfurt)
- 1959: William Shakespeare: Julius Cäsar (Clitus, Diener des Brutus / 2. Bürger) – Regie: Eugen Schaub (Städtische Bühnen Erfurt)
- 1959: Hans Rehfisch: Oberst Chabert (Boucard) – Regie: Arno Wolf (Städtische Bühnen Erfurt)
- 1959: Nikolai Gogol: Der Revisor (Iwan Alexandrowitsch Chlestakow) – Regie: Eugen Schaub (Städtische Bühnen Erfurt)
- 1960: Gerhart Hauptmann: Die Weber (Bäcker) – Regie: Arno Wolf (Städtische Bühnen Erfurt)
- 1960: Werner Heiduczek: Jule findet Freunde (Gestapomann Behnert) – Regie: Horst Ludwig (Städtische Bühnen Erfurt)
- 1960: Johannes R. Becher: Winterschlacht (1. Fallschirmjäger) – Regie: Eugen Schaub (Städtische Bühnen Erfurt)
- 1960: Bertolt Brecht: Leben des Galilei – Regie: Erich Engel (Berliner Ensemble)
- 1964: Carl Sternheim: 1913 (Philipp Ernst) – Regie: Fritz Bornemann (Deutsches Theater Berlin – Kammerspiele)
- 1964: Peter Hacks (nach Offenbach/Meilhac/Halévy): Die schöne Helena (Orest) – Regie: Benno Besson (Deutsches Theater Berlin – Kammerspiele)
- 1965: Jewgeni Schwarz: Der Drache (Lanzelot) – Regie: Benno Besson (Deutsches Theater Berlin)
- 1966: William Shakespeare: Maß für Maß (Angelo) – Regie: Adolf Dresen (Deutsches Theater Berlin)
- 1967: Horst Salomon: Ein Lorbaß (Lorbaß) – Regie: Benno Besson (Deutsches Theater Berlin)
- 1971: Arnold Wesker: Goldene Städte (Cobham) – Regie: Hans-Georg Simmgen (Deutsches Theater Berlin)
- 1972: Peter Hacks: Amphitryon – Regie: Friedo Solter
- 1974: Heinrich Heine: Deutschland – Ein Wintermärchen, Soloabend – Regie: Adolf Dresen
- 1975: Peter Hacks: Das Jahrmarktsfest zu Plundersweilern (UA) – Regie: Klaus Piontek
- 1978: Heinz Kahlau/Reiner Bredemeyer: Die Galoschenoper (Peachum) – Regie: Friedo Solter (Deutsches Theater Berlin)
- 1979: Friedrich Schiller: Wallenstein – Regie: Friedo Solter (Fernsehaufzeichnung 1987)
- 1984: Michail Bulgakow: Die letzten Tage (Puschkin) (Saltykow) – Regie: Friedo Solter (Theater im Palast (TiP))
- 1980: Peter Hacks: Senecas Tod (Seneca) – Regie: Cox Habbema (Deutsches Theater Berlin)
- 1994: Euripides: Der Kyklop – Regie: Friedo Solter
- 1996: William Shakespeare: Die Geschichte von Heinrich IV. – Regie: Thomas Langhoff

## Filmografie

### Kino
- 1963: Nebel
- 1963: For Eyes Only
- 1964: Der geteilte Himmel
- 1966: Spur der Steine
- 1967: Geschichten jener Nacht (Episodenfilm, Teil 2 Die Prüfung)
- 1968: Mord am Montag
- 1969: Wie heiratet man einen König?
- 1971: KLK an PTX – Die Rote Kapelle
- 1972: Reife Kirschen
- 1973: Das zweite Leben des Friedrich Wilhelm Georg Platow
- 1974: Leben mit Uwe
- 1975: Till Eulenspiegel
- 1976: Beethoven – Tage aus einem Leben
- 1976: Somalia – Die große Anstrengung (Sprecher)
- 1977: Die unverbesserliche Barbara
- 1979: Reparaturbrigade Zementwerk (Sprecher)
- 1980: Levins Mühle
- 1981: Der Spiegel des großen Magus
- 1981: Karl Friedrich Schinkel – Dem Baumeister zum 200. Geburtstag (Sprecher)
- 1982: Märkische Forschungen
- 1982: Der Maler Albert Ebert 1906 – 1976 (Sprecher)
- 1990: Anna, genannt Humpelbein (Kurzfilm, Sprecher)
- 1993: Novalis – Die blaue Blume

### Fernsehen
- 1961: Letzte Nachrichten
- 1962: Fernsehpitaval: Auf der Flucht erschossen (Fernsehreihe)
- 1962: Blick auf Philadelphia
- 1962: Mord in Gateway
- 1962: Geboren unter schwarzen Himmeln (Fünfteiler)
- 1963: Mordaffäre Molitor
- 1963: Rolando Gomez ist verschwunden
- 1963: Carl von Ossietzky
- 1963: Mord in Riverport (Dreiteiler)
- 1964: Abituriententreffen
- 1964: Prozess Richard Waverly
- 1964: Glasmenagerie
- 1965: Der Mann mit dem Gewehr
- 1966: Die Perser
- 1966: Die Ermittlung – Oratorium in 11 Gesängen
- 1966: Die Ermittlung (Theateraufzeichnung)
- 1966/1972: Der kleine Prinz
- 1967: Die Räuber
- 1968: Wie man Karriere macht
- 1969: Das siebente Jahr (Cameo)
- 1969: Drei von der K (Fernsehserie, Folge 1x11: Nachtstreife)
- 1969: Ljubow Jarowaja
- 1969: Rendezvous mit unbekannt (Fernsehserie, Folge 1x09: Froschmann nach Polen)
- 1970: Der Mörder sitzt im Wembley-Stadion
- 1971: Anlauf
- 1974: Der Leutnant vom Schwanenkietz (Dreiteiler)
- 1978: Fleur Lafontaine
- 1979: Professor Tarantoga und ein seltsamer Gast
- 1981: Musen (Fernseh-Studioaufzeichnung)
- 1982: Generalprobe
- 1983: Abends im Kelch
- 1984: Ei! Kennt ihr noch das alte Lied? (Theateraufzeichnung)
- 1985: Sachsens Glanz und Preußens Gloria (Sechsteiler, 2 Teile)
- 1986: Die lustigen Weiber von Windsor
- 1987: Einzug ins Paradies (Fernsehserie, 6 Folgen)
- 1995: Der Trinker
- 1997–1999: Mama ist unmöglich (Fernsehserie, 17 Folgen)
- 2002: Charlotte Link – Das Haus der Schwestern (Fernsehreihe)

### Synchronrollen
- 1958: Antonio Cifariello in Die letzte Chance als Stefano[2]
- 1960: Josef Vinklář in Die Prinzessin mit dem goldenen Stern als Küchenjunge

## Hörspiele (Auswahl)
- 1963: Joachim Goll: Eine kleine Hausmusik (Bellmann) – Regie: Hans Knötzsch (Hörspiel – Rundfunk der DDR)
- 1963: Rolf Schneider: Die Unbewältigten (Steller) – Regie: Edgar Kaufmann (Hörspiel – Rundfunk der DDR)
- 1967: Eberhard Fensch: Spätschicht – Regie: Helmut Hellstorff (Hörspiel – Rundfunk der DDR)
- 1969: Peter Hacks (nach Aristophanes): Der Frieden (Tumult) – Regie: Wolf-Dieter Panse (Hörspiel – Rundfunk der DDR)
- 1972: Samuil Marschak: Das Tierhäuschen (Fuchs) – Wortregie: Jürgen Schmidt (Kinderhörspiel – Litera)
- 1976: Alexei Tolstoi: Burattino (Basilio) – Regie: Dieter Scharfenberg (Kinderhörspiel – Litera)
- 1980: Georg Büchner: Dantons Tod (Lacroix) – Regie: Joachim Staritz (Hörspiel – Rundfunk der DDR)
- 1982: Charles Dickens: Die Zaubergräte (König Watkind) – Regie: Norbert Speer (Kinderhörspiel – Rundfunk der DDR)
- 1985: Wilhelm Jacoby / Carl Laufs: Pension Schöller (Schöller) – Regie: Norbert Speer (Hörspiel – Rundfunk der DDR)
- 1987: Franz Fühmann: Rumpelstielzchen (Innenminister) – Regie: Achim Scholz (Hörspiel – Rundfunk der DDR)
- 1987: Albert Wendt: Prinzessin Zartfuß und die sieben Elefanten (Hugo von Fitz, Dirigent) – Regie: Cox Habbema (Kinderhörspiel – Litera)
- 1991: Jacob Grimm / Wilhelm Grimm: Sex-Märchen zur Nacht (Hase) – Regie: Barbara Plensat (Märchen für Erwachsene – Funkhaus Berlin)
- 1993: George Bernard Shaw: Ländliche Werbung (Hörspiel – MDR)
- 1996: Waleri Petrow: Die Zauberperle (Krake) – Regie: Werner Buhss (Kinderhörspiel – MDR/DLR)
- 1999: Lothar Dräger: Ritter Runkel – Das Turnier zu Venedig (Doge) – Buchverlag Junge Welt
- 2003: Manfred Zauleck: Die Reise nach Baratonga – Regie: Wolfgang Rindfleisch (Kinderhörspiel – DLR Berlin)

## Tonträger (Auswahl)
- Jazz – Lyrik – Prosa, 1965 (mit Manfred Krug, Annekathrin Bürger, Gerd E. Schäfer, den Jazz-Optimisten Berlin u. a.)
- Eberhard Esche spricht Heinrich Heine, Deutschland. Ein Wintermärchen (1981), als Kassette und CD, erschienen beim Label Eulenspiegel (1997), Lesung aus Anlass des Geburtstags am Schauspiel Leipzig (25. Oktober 2003, s. Artikel des MDR dazu) und am Schultheater-Studio Frankfurt/Main (2003/2004)
- Für das DDR-Schallplattenlabel Litera spricht er auf den Hörplatten Das Tierhäuschen (1972) den Fuchs sowie den Hasen in Der Hase und der Igel (1973, zusammen mit Kurt Böwe als Igel)
- Der Hase im Rausch (Hörbuch, Auszüge)
- Der Zauberlehrling, Eberhard Esche spricht Balladen und Gedichte
- Eberhard Esche spricht Johann Wolfgang von Goethe, Reineke Fuchs
- Eberhard Esche spricht Peter Hacks, Balladen und Gedichte, 2003
- Eberhard Esche spricht Peter Hacks, Kinderkurzweil, 2002
- Wer sich grün macht, den fressen die Ziegen (Hörbuch, Auszüge), 2005
- Diesem Vaterland nicht meine Knochen (Hörbuch, Gedichte von Peter Hacks), 2006
- Drohung bei Mondlicht von Patrick Hamilton, Kriminalhörspiel zus. mit Jürgen Hentsch, Otto Sander und Gudrun Ritter, Regie: Klaus Zippel, 57 Min CD, MDR 1992 / ZYX Music 2018, ISBN 978-3-95995-202-6

## Veröffentlichungen
- Eberhard Esche: Der Hase im Rausch. Autobiographische Geschichten. Eulenspiegel-Verlag, Berlin 2000, ISBN 3-359-00978-9.
- Eberhard Esche: Wer sich grün macht, den fressen die Ziegen. Autobiographische Geschichten. Eulenspiegel Verlag, Berlin 2005, ISBN 3-359-01617-3.
- Eberhard Esche: Ein Stolz, der groß ist. Letzte Worte. (Hrsg. von Annette Reber) Eulenspiegel-Verlag, Berlin 2007, ISBN 978-3-359-01671-7.
- Eberhard Esche (Hrsg. von Esther Esche): Die Kunst zu dienen. Briefe an eine Theaterenthusiastin. Eulenspiegel Verlag, Berlin 2018, ISBN 978-3-359-01381-5.